# Česká Miss 2007
Česká Miss 2007 byl 3. ročník české soutěže krásy Česká Miss.

## Finále
Slavnostní galavečer se konal v sobotu 24. února v TOP Hotelu Praha v Praze. Přímý přenos vysílala televizní stanice TV Nova. Finálový večer moderoval divadelní a televizní herec Michal Novotný. V porotě usedla její předsedkyně Michaela Maláčová, Ivana Trumpová, Tereza Maxová, Roman Šebrle, Jan Saudek, Leoš Mareš a loňská Česká Miss Renata Langmannová. Na slavnostní večer se přišli podívat i Mirek Topolánek, Iva Kubelková aj.
Vítězku korunovala úřadující Miss Universe 2006 Zuleyka Rivera z Portorika.
Před finálovým večerem strávily finalistky 10 dnů v tyrolských Alpách, kde probíhaly přípravy na finále za asistence fotografa a zpěváka Petera Nagyho.

## Finalistky soutěže

### Superfinále (TOP 6)
1. Lucie Hadašová  (soutěžní číslo 6) – Pochází ze Strážnice. Stala se Českou miss 2007.
2. Eva Čerešňáková  (soutěžní číslo 11) – Pochází z Prahy, původně Uherského Hradiště. Stala se I. českou vicemiss 2007.
3. Lilian Sarah Fischerová  (soutěžní číslo 12) – Pochází z Plzně. Stala se II. českou vicemiss 2007 a držitelkou titulu Tip poroty.
4. Blanka Javorská (soutěžní číslo 3) – Stala se držitelkou titulů Miss čtenářů a Miss posluchačů.
5. Tereza Kozáková (soutěžní číslo 2)
6. Andrea Šopovová (soutěžní číslo 8)

### Ostatní
- Eva Machů (soutěžní číslo 1)
- Eva Vašková (soutěžní číslo 10)
- Michaela Řeháková (soutěžní číslo 7) – Stala se držitelkou titulu Miss Marketing.
- Monika Krpálková (soutěžní číslo 9)
- Sára Aschenbrennerová (soutěžní číslo 5)
- Svatava Spurná (soutěžní číslo 4)

## Konečné pořadí
| Česká Miss 2007 – Lucie Hadašová                  |
| I. česká vicemiss 2007 – Eva Čerešňáková          |
| II. česká vicemiss 2007 – Lilian Sarah Fischerová |

### Vedlejší tituly
- Tip poroty – Lilian Sarah Fischerová
- Miss čtenářů – Blanka Javorská
- Miss posluchačů – Blanka Javorská
- Miss marketing – Michaela Řeháková (nový titul)

## Umístění v mezinárodních soutěžích
- vítězka Lucie Hadašová se na Miss Universe 2007 umístila na 12. místě (TOP 15).
- I. česká vicemiss Eva Čerešňáková se na Miss Earth 2007 umístila v TOP 16.
- II. česká vicemiss Lilian Sarah Fischerová se na Miss Intercontinental 2007 umístila v TOP 15.
- finalistka Michaela Řeháková se na Top Model of the World 2007 umístila v TOP 15 a obdržela titul The Best of Catwalk.

## Zajímavosti
- semifinalistka Martina Bešíková se umístila na 9. místě na Miss Tourism Queen International 2007 a získala titul Miss Goddnezz Body Beautiful na Miss Tourism International 2008
- semifinalistka Romana Pavelková se stala finalistka Miss České republiky 2008
- Dominika Hužvárová, která vůbec nepostoupila, se stala vítězkou soutěže Miss Euro 2008 a IV. vicemiss Queen of the World 2008
- finalistka Eva Vašková se umístila na 5. místě na Miss Global Beauty Queen 2006